# Maria de León Bello y Delgado
María de León y Delgado (23 mars 1643, El Sauzal, Tenerife - 15 février 1731, San Cristóbal de La Laguna, Tenerife) était une religieuse catholique connue sous le nom La Siervita et sœur María de Jesús.

## Vie
María de León y Delgado est née le 23 mars 1643 aux îles Canaries. Il est également probable qu'elle avait des ancêtres Guanches, les anciens habitants de l'île.
Attirée par la vie religieuse, elle entra au couvent Sainte-Catherine-de-Sienne à San Cristóbal de La Laguna (couvent des Dominicaines) en 1668. Cette humble religieuse se dévoila comme une des grandes mystiques qu'ait jamais connu l'Espagne.
Véritable thaumaturge, des miracles et guérisons inexplicables se réalisèrent de ses mains. De plus, les extases, visions, prophéties, stigmates…, faisaient partie de son quotidien. Cette religieuse avait une grande amitié avec le moine franciscain fray Juan de Jesús, et surtout avec le corsaire Amaro Rodríguez Felipe (connu sous le nom Amaro Pargo) qui vit plusieurs miracles de la religieuse.
Elle mourut dans son couvent en 1731. Son corps est conservé intact dans le couvent Santa Catalina de Siena, dans la ville de San Cristóbal de La Laguna (Tenerife). Le couvent est situé à côté de la Plaza del Adelantado dans le centre de la ville.
Chaque année, le 15 février (anniversaire de sa mort), son corps est exposé publiquement dans un cercueil de verre, pour le pèlerinage de la foule de fidèles qui veulent voir son corps resté intact. Actuellement, le procès de béatification de cette religieuse est en cours.

## Galerie

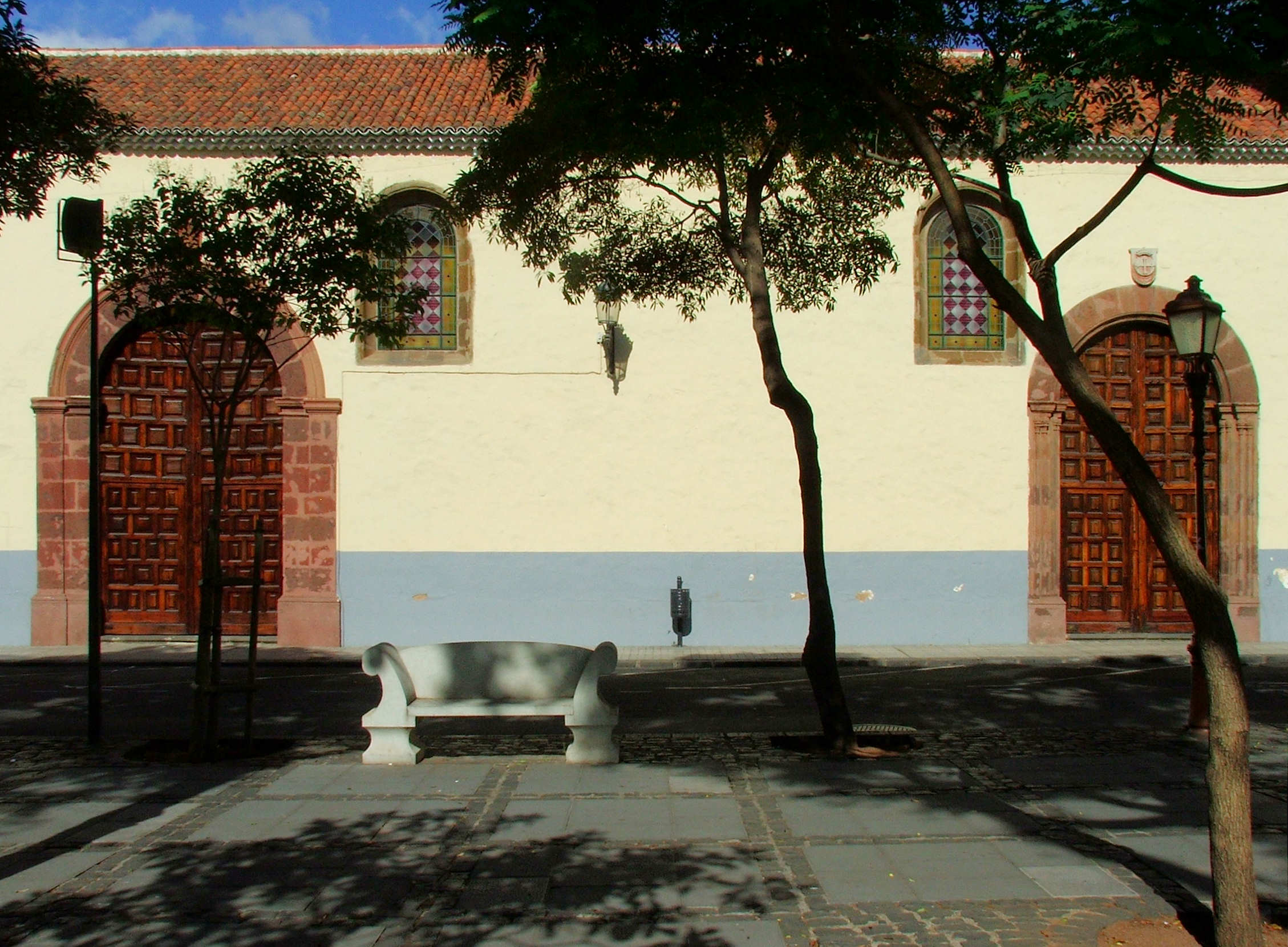
Couvent de Santa Catalina, où repose son corps.
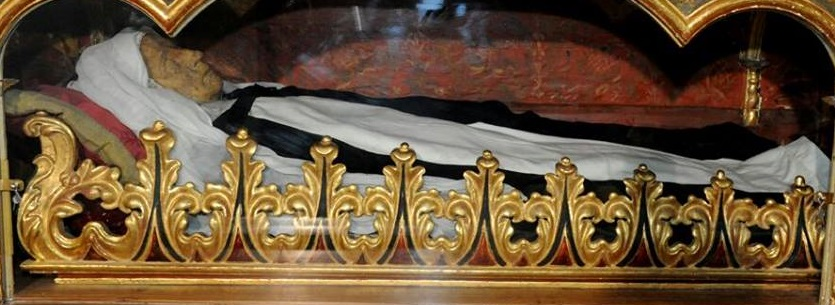
Corps intact de La Siervita.